# Hardwarový keylogger
Hardwarové keyloggery se používají pro zachytávání stisků kláves, což je metoda, kterou lze získat například citlivá hesla uživatelů. Tyto keyloggery mohou být implementovány na úrovni BIOS firmwaru, nebo skrze zařízení připojené mezi klávesnicí a základní deskou. Veškerá aktivita klávesnice se pak ukládá na vnitřní paměť keyloggeru.

## Popis
Hardwarové keyloggery mají výhodu oproti softwarovým v tom, že začínají zaznamenávat jednotlivé stisky již po zapnutí počítače (takže jsou schopné odchytit i hesla do BIOSu nebo pro šifrovací software disku).
Všechny hardwarové keyloggery mají společné následující:
- Mikrokontrolér – zprostředkovává posílání dat mezi klávesnicí a počítačem, jejich analýzu a uložení do stálé paměti.
- Stálá paměť, jako například flash paměť – jsou v ní uložena všechna nasbíraná data, kde jsou uchována i po odpojení napájení.

Softwarový keylogger je však snadněji do zařízení zavádí (například přes internet), oproti hardwarovému keyloggeru, který vyžaduje fyzický přístup k zařízení.
Obecně jsou nahraná data získána napsáním speciálního hesla do textového editoru. Hardwarový keylogger zapojený mezi klávesnicí a počítačem speciální heslo rozpozná a vypíše do textového editoru menu, přes které ho můžete ovládat. Některé keyloggery poskytují vysokorychlostní stažení dat pro urychlení procesu získání uložených dat; může být provedeno skrze USB mass-storage nebo skrze USB nebo sériový download adaptér.
Kapacita paměti hardwarového keyloggeru se typicky pohybuje od několika kilobajtů až po několik gigabajtů, kde s každým stiskem klávesy se typicky zabere jeden bajt paměti.

## Typy hardwarových keyloggerů

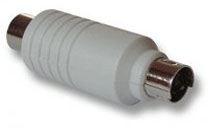
Hardwarový keylogger pro PS/2 klávesnici.

1. Standardní hardwarový keylogger je používán pro zaznamenávání stisků kláves a je umístěn někde mezi klávesnicí a počítačem. Vše zaznamenává do své interní paměti, která může být zpřístupněna napsáním předdefinovaného sledu znaků (speciálního hesla). Hardwarový keylogger má výhodu oproti softwarovému v tom, že není závislý na typu operačního systému, a tak nehrozí žádná kolize s programy běžícími na počítači, a tudíž je vyloučeno riziko detekce těmito programy. Tyto keyloggery mají většinou na první pohled neškodný design, který splyne s kabeláží nebo původním hardwarem. Také mohou být zabudovány přímo do klávesnice (jako obvod nebo modifikace klávesnice), nebo může být klávesnice vybavena keyloggerem již z výroby. Jsou zkonstruovány tak, aby fungovaly s běžnými PS/2 klávesnicemi, případně novějšími USB klávesnicemi. Některé varianty, jako například bezdrátové hardwarové keyloggery, mají možnost vzdáleného ovládání a sledování použitím bezdrátové komunikace.
2. Bezdrátové keyloggery – sniffery sbírají datové pakety, které jsou přenášeny mezi bezdrátovou klávesnicí a jejím přijímačem, a poté se snaží cracknout dešifrovací klíč, který je použit pro zabezpečení těchto paketů při přenosu.
3. Firmware – Počítačový BIOS, který je typicky odpovědný za zpracování příkazů přicházejících z klávesnice, může být přeprogramován, aby při zpracování stisknutých kláves jejich stisk také ukládal.
4. Překryv falešnou klávesnicí – Falešná klávesnice je umístěná přes reálnou klávesnici, takže veškeré stisknuté klávesy jsou jednak zaznamenávány, ale i posílány dál do počítače původní klávesnicí.[1]

## Protiopatření

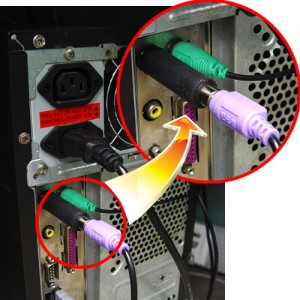
Zapojený hardwarový keylogger do počítače.

Nejefektivnější protiopatření je zamezení fyzického přístupu k citlivým počítačům (např. do serverovny). Vizuální inspekce je poté nejjednodušší možnost, jak nainstalovaný hardwarový keylogger odhalit. Existuje ovšem i několik technik, které umožňují odhalit hardwarové keyloggery pomocí softwaru.
V případech, kdy je počítačová skříň schovaná na nedostupném místě (například na veřejných stáncích, kde je skříň uzamčená mimo dohled a pouze myš, klávesnice a monitor jsou dostupné uživateli), se může uživatel pokusit překazit zaznamenávání citlivých dat na potenciální keylogger následující technikou. Napíše kus svého hesla do formuláře, přepne se do textového editoru, napíše několik náhodných znaků, přepne se zpět do zadávání hesla, kde napíše další část svého hesla a tak dále. Keylogger poté zachytí nesrozumitelný mix hesla a náhodných znaků.
Hlavní riziko spojené s používáním hardwarových keyloggerů je nutnost získat dvojnásobný fyzický přístup k počítači. Nejdříve k instalaci keyloggeru, a poté k jeho získání. Navíc, pokud oběť keylogger odhalí, může sestavit past na chycení osoby, která keylogger nainstalovala. Pastí může být nainstalovaná kamera v okolí počítače nebo může být v objektu zaznamenáno použití přístupové karty pachatele v době, kdy došlo u počítače k odstranění keyloggeru.